# Parti vert Arc-en-ciel du Massachusetts
Le Parti vert arc-en-ciel du Massachusetts (en anglais : Green-Rainbow Party of Massachusetts) est la section locale du Parti vert américain pour le Massachusetts. Il est issu de la fusion en 2002 du Parti vert du Massachusetts et de la Coalition arc-en-ciel.

## Histoire

### Élections de 2010
Lors des élections générales de novembre 2010, 4 candidats étaient en lice. Il s'agissait de Jill Stein (candidate au poste de gouverneur), Scott Laugenour (candidat au poste de représentant de l’État dans la 3e district du Comté de Berkshire), Mark Miller (candidat au poste de représentant de l'État dans le 4e circonscription du Comté de Berkshire, et Nat Fortune, candidat au poste d'auditeur d'État).
Les résultats furent : 1 % pour Jill Stein, 45 % pour Mark Miller, 18 % pour Scott Laugenour et 5 % pour Nat Fortune.
Ces résultats, et notamment le pourcentage obtenu par Nat Fortune, permirent la reconnaissance officielle du parti au niveau du Massachusetts.

## Élus et personnalités
Actuellement[Quand ?], le membre du parti élu au poste le plus élevé  est Chuck Turner, qui siège au conseil municipal de Boston où il représente le septième district. Le 3 novembre 2009, il a été réélu avec 59,83 % des voix.
Il y a  quinze verts élus à différents postes du Massachusetts. Il s'agit de :
- Comté de Barnstable
  - George Bryant, membre de l'assemblée de comté (Provincetown)
- Comté de Bristol
  - Alan Cohen, membre du Town Meeting (Attleborough du Nord)
- Comté d'Essex
  - Judy Gates, cdministrateur du bibliothèque
- Comté de Franklin
  - Nat Fortune, commission d'école (Whately Elementary)
  - Joyce Palmer-Fortune, selectboard (Whately)
- Comté de Hampshire
  - Robert Crowner, membre du Town Meeting (Amherst, neuvième circonscription)
  - Miriam Dayton, membre du Town Meeting (Amherst, sixième circonscription, 3 yr)
  - Tom Flittie, membre du Town Meeting ((Amherst, troisième circonscription, 3yr)
  - Frank Gatti, membre du Town Meeting (Amherst, huitième circonscription)
  - Vincent O'Connor, membre du Town Meeting (Amherst, première circonscription)
- Comté de Middlesex
  - Adam Sacks, membre du Town Meeting (Lexington, seconde circonscription)
  - Jill Stein, membre du Town Meeting (Lexington, seconde circonscription)
- Comté de Suffolk
  - Chuck Turner, membre du conseil municipal de Boston (en), septième circonscription)
- Comté de Worcester
  - Rudy Heller, selectman (Brookfield)
  - David Spanagel, médiateur de ville (Lancaster)